# Пембрук (Массачусетс)
Пембрук (англ. Pembroke) — місто (англ. town) в США, в окрузі Плімут штату Массачусетс. Населення — 18 361 особа (2020).

## Демографія
Згідно з переписом 2010 року, у місті мешкало 17 837 осіб у 6298 домогосподарствах у складі 4769 родин. Було 6552 помешкання
Расовий склад населення:
| - 96,8 % — білих - 1,0 % — азіатів - 0,6 % — чорних або афроамериканців - 0,2 % — корінних американців |

До двох чи більше рас належало 1,0 %. Частка іспаномовних становила 1,1 % від усіх жителів.
За віковим діапазоном населення розподілялося таким чином: 26,2 % — особи молодші 18 років, 62,6 % — особи у віці 18—64 років, 11,2 % — особи у віці 65 років та старші. Медіана віку мешканця становила 40,8 року. На 100 осіб жіночої статі у місті припадало 96,4 чоловіків;  на 100 жінок у віці від 18 років та старших — 92,5 чоловіків також старших 18 років.
Середній дохід на одне домашнє господарство  становив 112 799 доларів США (медіана — 101 447), а середній дохід на одну сім'ю — 127 291 долар (медіана — 118 056). Медіана доходів становила 69 734 долари для чоловіків та 57 500 доларів для жінок. За межею бідності перебувало 4,2 % осіб, у тому числі 7,4 % дітей у віці до 18 років та 3,0 % осіб у віці 65 років та старших.
Цивільне працевлаштоване населення становило 10 434 особи. Основні галузі зайнятості: освіта, охорона здоров'я та соціальна допомога — 23,6 %, роздрібна торгівля — 13,1 %, науковці, спеціалісти, менеджери — 11,5 %, будівництво — 10,6 %.